# ヘンリー・ホルスト
ヘンリー・ホルスト（Henry Holst, 1899年7月25日 - 1991年10月15日）は、デンマークのヴァイオリニスト。

## 経歴
1898年、コペンハーゲン生まれ。コペンハーゲン音楽院でアクセル・ヴィルヘルム・ゲーゼに師事した後、1918年からエミール・テルマニーのもとで研鑽を積んだ。1919年にはベルリンに留学してヴィリー・ヘスの下で学んだ。
1922年から1931年までベルリン・フィルハーモニー管弦楽団のコンサートマスターを務めた後に渡英し、1940年から1941年までロイヤル・リバプール・フィルハーモニー管弦楽団のコンサートマスター。1941年から1950年はフィルハーモニア弦楽四重奏団第１ヴァイオリン奏者を務めた。
教育者としては王立マンチェスター音楽大学とロンドン王立音楽院の教授を務めたが1954年に帰国し、デンマーク王立音楽院の教授となった。1961年から1963年まで東京芸術大学の客員教授を務めている。1991年、コペンハーゲンにて没。